# 长乐宫
长乐宫，原为汉长安城的主要宫殿之一，位于汉长安城内的東南角，因位于未央宫的东侧而得别名“东宫”。该宫始建于汉高祖五年（前202年），汉高祖七年（前200年）建成，吕后掌权之后成为太后的专属宫殿。更始三年（25年），赤眉军攻入长安城并焚毁了长乐宫。现长乐宫的遗址位于中华人民共和国陕西省西安市未央区，1961年作为汉长安城遗址的一部分列为全国重点文物保护单位。21世纪以来，考古人员已发掘了部分宫内西北部的建筑遗址。

## 历史

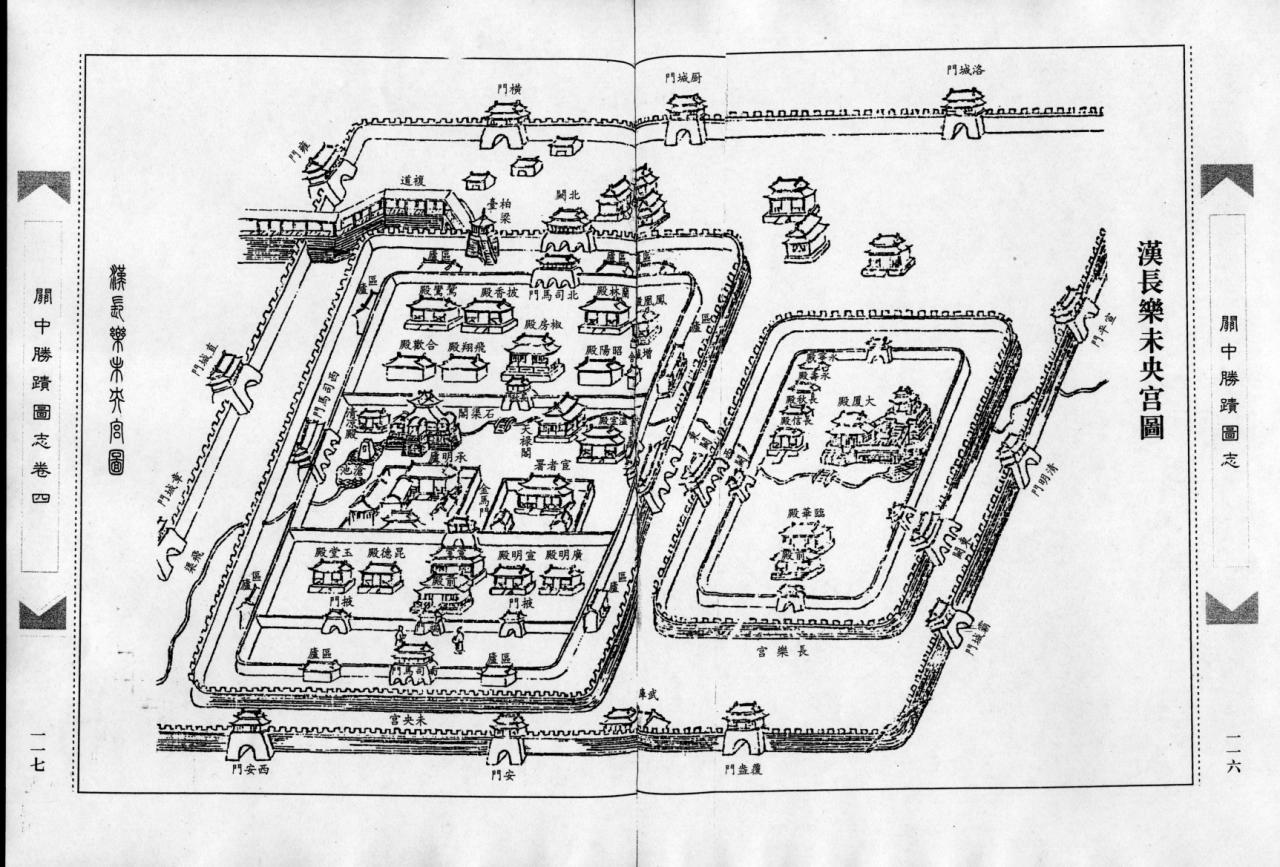
清朝毕沅所绘的汉长乐未央宫图，与考古发掘的实际结果有一定出入

长乐宫的原址是始建于秦昭王时期的兴乐宫，漢高祖五年（前202年），漢高祖刘邦决定定都关中，并在兴乐宫的原址上修建长乐宫:107。漢高祖七年（前200年）二月，长乐宫正式建成，漢高祖也搬入长安。因长乐宫位于未央宫的东侧，因而得别名“东宫”。漢高祖去世之后，汉惠帝搬入未央宫，吕后则入住长乐宫，自此“皇帝住未央，母后住长乐”的格局一直持续到西汉末年。新朝时，王莽将长乐宫更名为常乐室。更始帝入主长安后，即居住在长乐宫中。更始三年（25年），赤眉军攻入长安后焚毁了长乐宫，此后长乐宫再无史籍记载。但其實《後漢書.竇何列傳》有一段何進"入長樂白太后，請盡誅諸常侍以下，選三署郎入守宦官廬.."的記載。
中华人民共和国成立后，1961年，长乐宫作为汉长安城遗址的一部分被列为全国重点文物保护单位:357-359。21世纪以来，长乐宫遗址进行了多次发掘，其中2002至2003年，长乐宫二号建筑遗址被发掘；2003年至2004年，四号建筑遗址被发掘；2004年10月至12月，五号建筑遗址被发掘；2005年11月至2006年1月，六号遗址被发掘。

## 整体结构
长乐宫位于汉长安城的东南角，平面略呈方形，根据早先考古复原的结果，其东宫墙2280米，南宫墙3280米，西宫墙2150米，北宫墙3050米，北宫墙和南宫墙都略有曲折。四面宫墙正中应开有宫门，东宫门和西宫门有门阙的遗迹，北门遗迹并未找到。宫内有与大门相连的南北向和东西向大道各一条，其中南北向的道路自南门起，至东西向大道结束。这些道路有可能沿用了原兴乐宫的道路基址。宫城内地势南高北低，主要酒池等池苑位于北侧，其水系与未央宫的沧池相连。主要宫殿的名称和未央宫相似，这些宫殿的名字同样为名为前殿、椒房殿等。但在近年的考古研究中，有意见认为长乐宫东西向道路以北的区域均属于明光宫，其中包括原认为属于长乐宫的西北部的数个建筑遗址。这种意见将长乐宫的范围压缩在了东西向道路的南侧。:111-112:24

## 已发掘遗址

### 二号遗址
二号遗址距离北宫墙380米，西宫墙472米，遗址总面积为4500平米。该遗址核心区域为一座坐北朝南、平面方形的宫殿遗址，正东和正西两侧内凹，四周有廊道和散水遗迹。台基上有两座半地下建筑和一座地下建筑遗迹，台基东北角有一座院落遗迹。整座遗址发现多处红烧土。根据其规模和出土遗物判断，该遗址原应为生活、休息、宴请用的宫殿，应于西汉末年被焚毁。

### 四号遗址
四号遗址距离西宫墙850米，北宫墙620米。该遗址核心区域为一座略呈长方形的夯土台基，台基西侧的南部向外突出，台基外侧为廊道和散水。台基西北角外残存一段东西向的夯土院墙。夯土台基上发现两处半地下式建筑，经鉴定为半地下通道。台基上另有门房、主室、侧室的遗迹。遗址西侧有水井和陶制排水管遗迹。

### 五号遗址
五号遗址位于六号遗址的南侧，现存遗迹主体为一座较大的长方形房屋基址，该基址为浅地下式建筑的基址，四周有宽厚的夯土墙，房屋正中有一条东西向的排水沟，南部和北部建有回廊，回廊和排水沟之间为砖铺地面，由南北两侧向中间倾斜，角度约为7°。砖铺地面上有多条排水小沟，与大排水沟相连。主体基址周围还有四座小房屋基址，所有五座房屋基址原位于同一座庭院之中。经考古人员分析，较大的房屋原应为未央宫内的凌室，其余应为工作人员的日常活动场所。

### 六号遗址
六号遗址位于长乐宫西北部，北侧距离四号遗址30米，建筑由院墙。其建筑分为早晚两期，其中早期遗迹仅存台基东北部的部分柱础石和拦边砖。晚期建筑的北侧残存有一段院墙。台基正上方有主殿遗迹，主殿由廊道、散水和庭院组成。台基北侧有两座附属建筑的遗迹，其中主殿台基北侧的建筑遗迹为一条半地下通道和一组半地下房屋遗迹。考古工作人员根据其规模和出土文物推测，六号遗址应为长乐宫的前殿遗址。

## 出土文物
各个建筑遗址都发掘出了大量的砖瓦等建筑材料。除此之外，二号建筑遗址发掘出了陶制纺轮，铁钉、铁刀等铁器、铜镞等铜器和五铢钱、布泉、货泉等货币。四号遗址出土有铁钉等铁器，纺轮、陶球等陶器，铺首、镞等铜器，五铢、布泉、货泉、大泉五十、剪轮钱等货币，以及部分壁画残片。六号遗址的主殿的一块地砖上绘有博局纹，疑似为当时的古代游戏图案。六号遗址另出土有日用陶器、铁器、铜器以及钱币等文物。